# 이집트 제7, 8왕조
이집트 제7왕조와 8왕조는 이집트 제1중간기의 한 시기로, 극심한 혼란의 시기이다.
마네토에 의하면, 제6왕조의 뒤를 이은 제7왕조에는 70일간 재위한 70명의 파라오가 있었다고 한다. 또한 곧이어 17여 명에 달하는 파라오가 통치한 제8왕조가 뒤따랐지만, 이들의 지배권은 모든 이집트의 영토를 잃고 멤피스 일대로 한정됨은 물론, 8왕조 자체도 20년을 넘기지 못했다고 한다. 또한 7, 8왕조 기간 동안 델타 지역은 아시아인들에게 점령당했으며, 중부의 헤라클레오폴리스와 남부의 테베는 각각 독립된 수많은 지방 왕국이 세워졌다고 한다. 다만 마네토의 저술은 오류가 굉장히 많기 때문에 이 기록들을 그대로 믿기는 힘들지만 아비도스 왕 목록과 토리노 파피루스를 보면 이 시기의 이집트가 얼마나 혼란스러웠는지를 알 수 있다.

## 알려진 역대 파라오

### 제7왕조
- 네티에르카레 : 니토크리스와 동일 인물일 수도 있다. 아비도스 왕 목록의 40번이다.
- 멘카레 : 아비도스 왕 목록에만 등장한다.
- 네페르카레 2세 : 아비도스 왕 목록에만 등장한다.
- 네페르카레 네비 : 아비도스 왕 목록에 등장하며, 다른 파라오들보다 명확하게 쓰여져 있다. 또한 그의 이름은 그의 어머니인 안케센페피의 무덤과 석관에 나타난다.
- 제드카레 셰마이 : 아비도스 왕 목록에만 등장한다.
- 네페르카레 켄두 : 아비도스 왕 목록에만 등장한다.
- 메렌호르 : 아비도스 왕 목록에만 등장한다.
- 네페르카민 : 아비도스 왕 목록에만 등장한다.
- 니카레 : 아비도스 왕 목록에만 등장한다.
- 네페르카레 테레루 : 아비도스 왕 목록에만 등장한다.
- 네페르카호르 : 아비도스 왕 목록에만 등장한다.

### 제8왕조
- 네페르카레 페피세네브 : 아비도스 왕 목록과 토리노 파피루스에 등장한다. 토리노 파피루스가 제7왕조의 파라오들을 생략함에 따라, 제8왕조의 첫 파라오로 간주되고 있으나, 명확한 증거는 없다.
- 네페르카민 아누 : 아비도스 왕 목록과 토리노 파피루스에 등장한다.
- 카카레 이비 : 알려진 바로는 사카라에 작은 피라미드를 남긴 제8왕조의 유일한 파라오이다. 토리노 파피루스에 의하면 2년 1달 1일을 통치하였다.
- 네페르카우레 2세 : 아비도스 왕 목록과 토리노 파피루스에 등장한다. 토리노 파피루스 상으로는 제8왕조의 파라오들 중 가장 긴 4년 2달을 통치하였다.
- 네페르카우호르 : 아비도스 왕 목록에만 등장한다. 같은 위치의 토리노 파피루스에는 그의 이름이 유실되어 보이지 않는다.
- 네페리르카레 : 아비도스 왕 목록에만 등장하며, 같은 위치의 토리노 파피루스에는 그의 이름이 유실되어 보이지 않는다. 아비도스 왕 목록 상으로는 제1중간기의 마지막 파라오이며, 그의 다음에는 이집트 제11왕조의 파라오가 나타난다.
- 와지카레 : 데미지브타위(Demedj-ib-taui)라는 호루스 이름이 남아 있으며, 칙령을 남긴 흔적이 있으나, 왕 목록에는 나타나지 않는다.

## 기록

### 마네토
마네토의 기록 자체는 현존하지 않으나, 여러 역사가들에게 인용된 부분을 통해 그의 기록을 알 수 있다. 기독교 역사가 섹스투스 율리우스 아프리카누스는 마네토를 인용하며, 70명의 파라오가 70일 동안 제7왕조를 다스렸으며, 27명의 파라오가 146년간 제8왕조를 다스렸다고 한다. 카에사레아의 에우세비우스는 이와는 다른 주장을 한다. 에우세비우스에 따르면, 제7왕조의 경우 5명의 파라오가 75일간 다스렸으며, 제8왕조의 경우 5명의 파라오가 100년을 다스렸다고 한다.
제7왕조의 기록의 경우, 섹스투스의 기록이 좀 더 본래의 기록과 일치하는 것으로 보이지만, 이는 실제 통치 기간과 파라오의 숫자를 나타냈다기보다는, 당시의 혼란상을 묘사한 것으로 보인다.

### 토리노 파피루스와아비도스 왕 목록
위의 두 문서는 이집트인들의 기록으로, 역대 파라오의 목록을 나타낸다. 아비도스 왕 목록에는 제6왕조의 메렌레 2세와, 11왕조 사이에 17명의 왕 이름이 있는데(40번에서 56번까지), 이 이름들은 9, 10왕조의 파라오들과 무관한 것으로 보인다. 또한 이들 왕들이 2개의 왕조로 나뉘어 기록되어 있지도 않다.
또한 심하게 훼손된 토리노 파피루스는 아비도스 왕 목록의 53번에 해당되는 카카레 이비의 이름이 등장한다. 토리노 파피루스에는 아비도스 왕 목록의 42~50번에 해당되는 이름이 빠져있는 대신 51번~55번에 해당되는 왕 목록이 등장하는데(이 중 남아있는 부분은 카카레 이비뿐이다.), 일부 학자들은 이를 근거로 당시 이집트인들도 제7왕조와 제8왕조를 구분하였다고 주장하고 있다. 하지만 토리노 파피루스와 아비도스 왕 목록도 마네토의 기록과 마찬가지로 확실하게 기록을 추정하지는 못했다.